# Kåtatomt

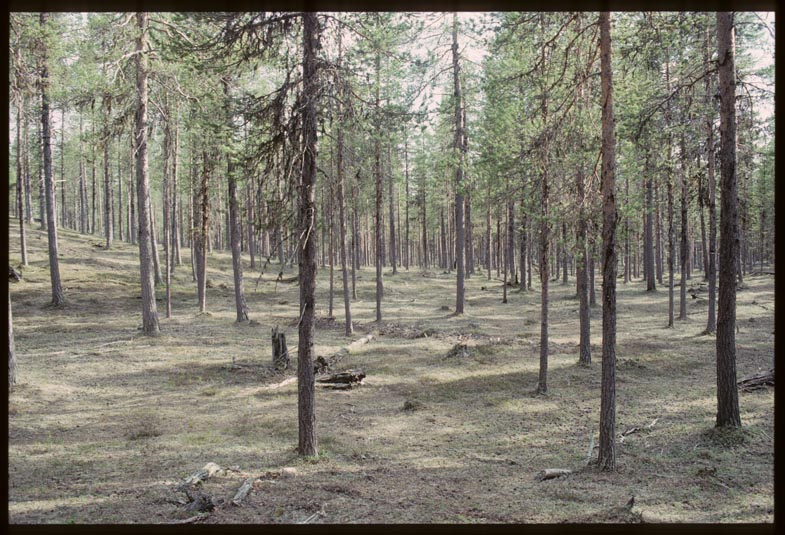
Tidigare boplats med härdar och kokgrop i Arjeplogs kommun (Arjeplog 979:1)

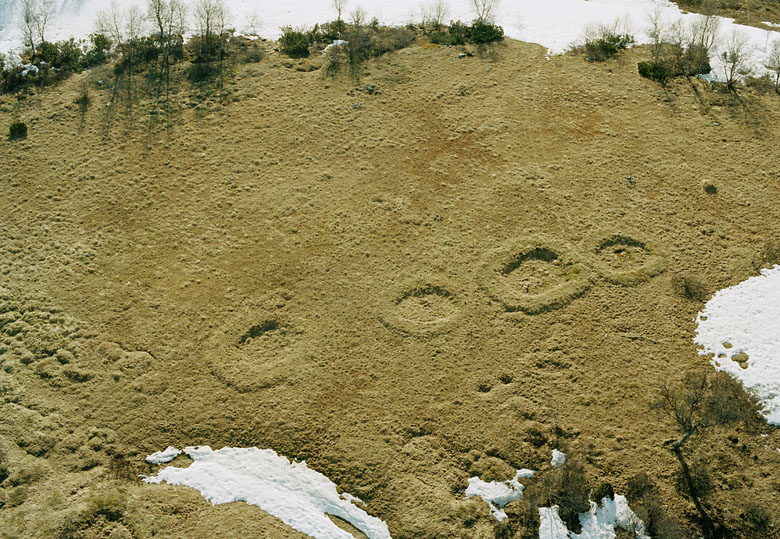
Stalotomter i Remdalen i Vilhelmina kommun (Riksintresse för kulturmiljövården AC 50 Remdalen), Vilhelmina kommun

Kåtatomt är en lämning, ofta en fornlämning, i Sápmi. Det är en lämning av en härd på platser där samer haft sina visten, där också spår av kåtan är synligt.
En kåtatomt avser lämningar av alla slags kåtor. Efter torvkåtor brukar en svag rund eller oval torvring finnas kvar, möjligen också byggnadsrester. Tältkåtor kan lämna spår efter sig i form av en plan golvyta, ibland med en rundel av förankringsstenar. I båda fallen kan också finnas kvar en rektangulär eller oval rest av en härd i mitten.  Den vanligaste storleken på kåtatomter är fyra–sex meter i diameter.

## Stalotomt
Huvudartikel: Stalotomt
En särskild typ kåtatomt är stalotomter, som ligger i utpräglad fjällmiljö ovanför fjällbjörkskogen, särskilt från Lule lappmark och söderut. Många stalotomter tillkom under vikingatiden och de flesta forskare är eniga om att det rör sig om samiska lämningar. De var nedgrävda några decimeter i marken och ofta tre–fem tillsammans.